# Melissa Joan Hart
Melissa Joan Hart (Smithtown, Nueva York, 18 de abril de 1976) es una actriz, directora, productora, cantante, diseñadora de modas y empresaria estadounidense. Es conocida por sus papeles principales en las series Clarissa Explains It All (1991-94), Sabrina the Teenage Witch (1996-2003) y Melissa & Joey (2010-15).

## Primeros años
Hart nació en Smithtown, Nueva York, la primera hija de Paula, productora y gerente de talentos, y William Hart, carpintero, proveedor de mariscos, trabajador de criaderos de ostras y empresario. Su abuelo materno, Stanley John Voje, era un veterano de la Armada y católico. Ella creció en Sayville, Nueva York.
Los padres de Hart tuvieron otros cuatro hijos después de Melissa: Trisha, Elizabeth, Brian y Emily, que también actúan. Sus padres se divorciaron a principios de la década de 1990, y ella se mudó con su madre y sus hermanos a la ciudad de Nueva York. En 1994, su madre se casó con el ejecutivo de televisión Leslie Gilliams. Hart tiene tres medias hermanas de este matrimonio: Alexandra, Samantha y Mackenzie.

## Carrera

### Inicios en la actuación
Melissa Joan Hart comenzó su carrera a una edad temprana. Su primer comercial de televisión fue para un juguete llamado Splashy. Desde entonces, realizó más de veinticinco comerciales antes de cumplir los cinco años. Su carrera televisiva comenzó en 1985 con un papel menor en la miniserie Kane & Abel. Al año siguiente, tuvo un papel estelar en un episodio de The Equalizer y un papel principal con la actriz Katherine Helmond en la película para televisión Christmas Snow, la cual ganó un Premio Emmy.

### Clarissa lo explica todo
En 1989 se presentó a la audición para una producción de Broadway de la obra The Crucible, que protagonizaba el actor Martin Sheen, pero solo quedó como suplente de las tres jóvenes protagonistas. Luego protagonizó la serie de televisión Clarissa lo explica todo. Esta serie de Nickelodeon era una comedia sobre situaciones diarias por las que atravesaba una joven. Llegó a ser un gran éxito y estuvo en el aire por cuatro temporadas. El programa le permitió obtener cuatro nominaciones consecutivas de los Premios Young Artist, de los cuales ganó tres, convirtiéndose en famosa entre las adolescentes estadounidenses.

### Sabrina, the Teenage Witch
Después de la cancelación de la serie, empezó su educación en la Universidad de Nueva York, aunque no completó sus estudios, porque retomó su carrera como actriz en 1996 cuando obtuvo el papel principal para la serie de televisión Sabrina, the Teenage Witch, donde actuó junto con los actores Caroline Rhea, Beth Broderick, Nate Richert y Nick Bakay. Esta serie duró siete temporadas en la cadena estadounidense ABC. Mientras tanto, trabajó también en la serie Touched by an Angel.
En 1998, Melissa actuó en una pequeña parte de la película Ya no puedo esperar, protagonizada por la actriz Jennifer Love Hewitt. La película trataba de un grupo de adolescentes que se gradúan de secundaria en un suburbio de Los Ángeles. Luego fue protagonista de la película Drive Me Crazy, que incluyó el tema musical «(You Drive Me) Crazy», éxito número uno de la cantante Britney Spears. Hart también apareció en el vídeo musical de esta canción.

### Otros proyectos
En 2003, después del final de la serie Sabrina, the Teenage Witch, Hart y su compañía productora Hartbreak Films produjeron una miniserie llamada Tying the Knot, documentando su boda con el músico Mark Wilkerson, uno de los miembros de la banda Course of Nature.
A partir de 2007, Hart protagonizó varias películas hechas para televisión: Holiday in Handcuffs, My Fake Fiance, en 2009, y Satin. También en el año 2009, Hart protagonizó una película de terror: Nine Dead, que se estrenó en septiembre de ese año.
En 2010 se estrenó la serie Melissa & Joey, la cual protagonizó durante 4 temporadas, hasta su final en 2015.
En 2016 actuó en la película God's Not Dead 2. Según las palabras de la actriz, realmente disfrutó haciendo esta película.
En 2018, Hart interpretó a Liz en la serie de comedia de Netflix, Los cuentos de Nick. La serie se estrenó el 15 de abril de 2019. Dirigió un episodio de The Goldberg, "Hail Barry" y el episodio de Young Sheldon "Cowboy Aerobics and 473 Grease-Free Bolts". Hart también regresó a Nickelodeon 25 años después del final de Clarissa Explains It All cuando se unió al elenco de voces de The Casagrandes, un spin-off de The Loud House, interpretando a Becca Chang junto a Ken Jeong como Stanley Chang.
En 2022, Hart protagonizó la película de Lifetime "Dirty Little Secret" como parte de su largometraje "Ripped from the Headlines", donde se inspiró en hechos reales y el libro "Dirty Little Secrets" de CJ Omolulu.
En enero de 2022, Hart comenzó a presentar un podcast titulado "What Women Binge", protagonizado por ella y su amiga Amanda Lee.
En 2023, Hart compitió en la novena temporada de The Masked Singer como "Lamp". Fue eliminada en "Masked Singer in Space" junto a Alicia Witt como "Dandelion". También en 2023, Hart protagonizó la película de Lifetime, "Would You Kill for Me? The Mary Bailey Story", donde interpretó a Ella, la abuela de Mary Bailey.
En 2024, Hart protagonizó la película de Lifetime "The Bad Guardian", que se basó en diferentes relatos de abuso de personas mayores.

## Vida personal
Hart contrajo matrimonio con el guitarrista Mark Wilkerson el 17 de julio de 2003. Los preparativos para la boda, la cual se llevó a cabo en Florencia, Italia, fueron documentados en una miniserie de televisión titulada Tying the Knot, producida por la compañía de Hart, Hartbreak Films.
Melissa y Wilkerson tienen 3 hijos juntos: Mason Walter Wilkerson, nacido el 11 de enero de 2006; Braydon Wilkerson Hart, nacido el 12 de marzo de 2008 y Tucker Wilkerson, nacido el 18 de septiembre de 2012.

## Filmografía
| Cine       | Cine                                                                                   | Cine                                             | Cine |
| Año        | Título                                                                                 | Papel                                            | Notas |
| ---------- | -------------------------------------------------------------------------------------- | ------------------------------------------------ | --- |
| 1986       | Christmas Snow                                                                         | Amy                                              | Película para televisión                                                                                   |
| 1995       | Family Reunion: A Relative Nightmare                                                   | Samantha                                         | Película para televisión                                                                                   |
| 1996       | Twisted Desire                                                                         | Jennifer Stanton                                 | Película para televisión                                                                                   |
| 1996       | Sabrina the Teenage Witch                                                              | Sabrina Sawyer                                   | Película para televisión                                                                                   |
| 1997       | The Right Connections                                                                  | Melanie Cambridge                                | Película para televisión                                                                                   |
| 1997       | Two Came Back                                                                          | Susan Clarkson                                   | Película para televisión                                                                                   |
| 1998       | Silencing Mary                                                                         | Mary Stuartson                                   | |
| 1998       | Can't Hardly Wait                                                                      | Vicki, muchacha del anuario                      | Película para televisión No acreditada                                                                     |
| 1998       | Sabrina Goes to Rome                                                                   | Sabrina Spellman/Sophia                          | Película para televisión                                                                                   |
| 1998       | The Emperor's New Clothes: An All-Star Illustrated Retelling of the Classic Fairy Tale | La princesa imperial                             | Papel de voz                                                                                               |
| 1999       | Drive Me Crazy                                                                         | Nicole Maris                                     | |
| 1999       | Love, American Style                                                                   | Annabelle                                        | Película para televisión                                                                                   |
| 1999       | Sabrina Down Under                                                                     | Sabrina Spellman                                 | Película para televisión                                                                                   |
| 2000       | Santa Mouse and the Ratdeer                                                            | Molly                                            | Papel de voz                                                                                               |
| 2000       | The Specials                                                                           | Sunlight Grrrll                                  | |
| 2000       | Batman Beyond: Return of the Joker                                                     | Delia & Deidre Dennis/Dee Dee                    | Papel de voz                                                                                               |
| 2001       | Backflash                                                                              | C.J.                                             | Directo a video                                                                                            |
| 2001       | Recess: School's Out                                                                   | Becky Detweiller                                 | Papel de voz                                                                                               |
| 2001       | The Voyage to Atlantis: The Lost Empire                                                | Ella misma                                       | Cortometraje                                                                                               |
| 2001       | Not Another Teen Movie                                                                 | Instructora de Slow Clapper's/Ella misma         | No acreditada                                                                                              |
| 2002       | Rent Control                                                                           | Holly Washburn                                   | Película para televisión                                                                                   |
| 2002       | Hold On                                                                                | Ella misma                                       | Cortometraje                                                                                               |
| 2006       | Dirtbags                                                                               | Kate                                             | Película para televisión                                                                                   |
| 2006       | Jesus, Mary and Joey                                                                   | Jackie                                           | |
| 2007       | Holiday in Handcuffs                                                                   | Trudie Chandler                                  | Película para televisión                                                                                   |
| 2008       | Whispers and Lies AKA Secrets of Pine Cove                                             | Jill Roperson                                    | Película para televisión                                                                                   |
| 2009       | Nine Dead                                                                              | Kelly Murphy                                     | |
| 2009       | My Fake Fiancé                                                                         | Jennifer                                         | Película para televisión                                                                                   |
| 2011       | Satin                                                                                  | Lauren Wells                                     | |
| 2014       | Santa Con                                                                              | Rose DeMarco                                     | |
| 2016       | God's Not Dead 2                                                                       | Grace Wesley                                     | |
| 2016       | Broadcasting Christmas                                                                 | Emily Morgan                                     | Película para televisión                                                                                   |
| 2017       | Christmas Hours AKA A Very Merry Toy Store                                             | Connie Forester                                  | Película para televisión                                                                                   |
| 2017       | CarGo                                                                                  | Cabigail                                         | |
| 2017       | The Watcher in the Woods                                                               | Directora                                        | Película para televisión                                                                                   |
| 2019       | Christmas Reservations                                                                 | Holly Anderson                                   | Película para televisión                                                                                   |
| 2020       | Papá Navidad                                                                           | Heather                                          | Elenco principal, película para televisión                                                                 |
| Televisión |                                                                                        |                                                  | |
| Año        | Título                                                                                 | Papel                                            | Notas |
| 1985       | ABC Weekend Special                                                                    | Cindy                                            | Episodio: «The Adventures of Con Sawyer and Hucklemary Finn»                                               |
| 1985       | Kane & Abel                                                                            | Florentyna Rosnovski (7 años)                    | |
| 1986       | The Equalizer                                                                          | Laura Moore                                      | Episodio: «Torn»                                                                                           |
| 1986       | Another World                                                                          | Patinadora                                       | |
| 1991-94    | Clarissa Explains It All                                                               | Clarissa Darling                                 | Elenco principal (65 episodios)                                                                            |
| 1992       | Nick Arcade                                                                            | Ella misma                                       | Episodio: «Clarissa Explains It All Celebrity Special»                                                     |
| 1993       | Are You Afraid of the Dark?                                                            | Daphne                                           | Episodio: «The Tale of the Frozen Ghost»                                                                   |
| 1995       | Clarissa                                                                               | Clarissa Darling                                 | |
| 1995       | Touched by an Angel                                                                    | Claire Latham                                    | Episode: «Angels on the Air»                                                                               |
| 1996       | Weinerville                                                                            | Ella misma/pasajera del metro                    | Episodios: «The Weinerville Election Special» y «The Weinerville New Years Special: Lost In The Big Apple» |
| 1996-2003  | Sabrina, the Teenage Witch                                                             | Sabrina Spellman                                 | Elenco principal (163 episodios); también productora y directora                                           |
| 1997       | Clueless                                                                               | Sabrina Spellman                                 | Episodio: «Mr. Wright»                                                                                     |
| 1997       | Boy Meets World                                                                        | Sabrina Spellman                                 | Episodio: «The Witches of Pennbrook»                                                                       |
| 1997       | You Wish                                                                               | Sabrina Spellman                                 | Episodio: «Genie Without a Cause»                                                                          |
| 1997       | Teen Angel                                                                             | Sabrina Spellman                                 | Episodio: «One Dog Night»                                                                                  |
| 1998       | Superman: The Animated Series                                                          | Saturn Girl/Irma Ardeen                          | Papel de voz                                                                                               |
| 1998       | The Zig and Zag Show                                                                   | Ella misma                                       | 1 episodio                                                                                                 |
| 1999       | That '70s Show                                                                         | Mary                                             | Episodio: «Eric Gets Suspended»                                                                            |
| 1999-2000  | Sabrina: The Animated Series                                                           | Hilda Spellman / Zelda Spellman                  | Elenco principal, Papel de voz                                                                             |
| 2000       | Just Shoot Me!                                                                         | Krissy                                           | Episodio: «Fast Times at Finchmont High»                                                                   |
| 2003       | The Jamie Kennedy Experiment                                                           | Ella misma                                       | 1 episodio                                                                                                 |
| 2004       | North Shore                                                                            | Ella misma                                       | Episodio: «Secret Service»                                                                                 |
| 2005       | Justice League Unlimited                                                               | Delia y Deidre Dennis/Dee Dee                    | Papel de voz                                                                                               |
| 2005—2012  | Robot Chicken                                                                          | Emily the Spy, Hilda Spellman y Sabrina Spellman | Papel de voz Episodios: «Operation Rich in Spirit» y «Executed by the State»                               |
| 2007       | Law & Order: Special Victims Unit                                                      | Sarah Trent                                      | Episodio: «Impulsive»                                                                                      |
| 2009       | Dancing With the Stars                                                                 | Ella misma                                       | Participante, reality show                                                                                 |
| 2010-15    | Melissa & Joey                                                                         | Mel Burke                                        | Elenco principal (104 episodios); también productora ejecutiva y directora                                 |
| 2010       | When I Was 17                                                                          | Ella misma                                       | |
| 2014       | Motor City Masters                                                                     | Ella misma/jueza invitada                        | Episodio: «The Mother of All Design Challenges»                                                            |
| 2015       | The Mysteries of Laura                                                                 | K.C. Moss                                        | Episodio: «The Mystery of the Deceased Documentarian»                                                      |
| 2016       | Celebrity Family Feud                                                                  | Ella misma                                       | concursante, 1 episodio programa de TV                                                                     |
| 2019       | No Good Nick                                                                           | Liz Thompson                                     | Elenco principal                                                                                           |
| 2019-2022  | The Casagrandes                                                                        | Becca Chang                                      | Elenco principal                                                                                           |